# Tumėnas
Tumėnas ist ein litauischer männlicher Familienname, abgeleitet von Tumas.

## Weibliche Formen
- Tumėnaitė (ledig)
- Tumėnienė (verheiratet)

## Personen
- Antanas Tumėnas (1880–1946), Jurist und Politiker, Premierminister
- Stasys Tumėnas (* 1958),  Journalist und Politiker, Vizebürgermeister von Šiauliai